# 地上共振
地上共振（ちじょうきょうしん、英語: ground resonance）とは、回転翼機のローターが機体の一方に偏り、その振動が降着装置の振動周波数と同調した場合にローターの回転が不均衡になる現象をいう。それは、脱水中の洗濯機で衣服が一か所に集中した場合に生じる現象と似ている。この現象は、地上に着陸している航空機など、降着装置の水平面内での動きが制約されている場合に発生する。

## 原因および影響
全間接型ローターは、ローターハブの加速および減速時に運動量保存の法則によってブレードに生じる応力を逃がすため、それぞれのブレードはドラグヒンジを介してローターハブに取り付けられ、回転方向に対して前後に動けるようになっている。この動きによって各ブレードの間隔が不均等になると、ローターの重心が回転軸からずれ、振動が発生する。この振動により機体が前後左右に揺れ始めると、その揺れが互いを強め合い、ローターの重心が回転軸から渦巻き状にずれ始め、機体の減衰装置の能力の限界を超えてしまう可能性がある。
地上共振は、ハード・ランディングや不安定な状態で地上に接地した際に突然発生することが多く、ドラッグ・ヒンジ・ダンパー、オレオ・ストラット、タイヤの空気圧など、降着装置や減衰装置の整備が不適切な場合に生じやすい。最悪の場合、その衝撃がきっかけとなって急激な振動が発生・増大して、機体全体に破壊的損傷を生じさせる可能性がある。通常のローター回転数においても、機体パネル、燃料タンク、エンジンなどが引きちぎられ、機体が完全に崩壊する場合もある。

## 防止策
地上共振は、機体の減衰システムを適切に整備することにより、その発生を防止することができる。地上共振が発生してしまった場合においても、迅速に対応すれば被害を回避できる場合もある。ローターRPM（回転速度）が十分に高い場合には、直ちに離陸して機体が自由に動けるようにすることで振動を減衰させ、ローターのバランスを回復することができる。ローターRPMが低い状態で地上共振が発生した場合には、シャットダウン（エンジンおよびローターの停止）を完了することで被害の発生を防止できる。